# Русько-Шойське сільське поселення
Ру́сько-Шо́йське сільське поселення (рос. Русско-Шойское сельское поселение) — муніципальне утворення у складі Куженерського району Марій Ел, Росія. Адміністративний центр — село Руські Шої.

## Населення
Населення — 1170 осіб (2019, 1367 у 2010, 1622 у 2002).

## Склад
До складу поселення входять такі населені пункти:
| Населений пункт       | Населення, осіб (2002) | Населення, осіб (2010) |
| --------------------- | ---------------------- | ---------------------- |
| Аганур, присілок      | 189                    | 164                    |
| Візімбір, присілок    | 199                    | 152                    |
| Кульшит, присілок     | 9                      | 6                      |
| Марі-Шої, присілок    | 324                    | 263                    |
| Мокруша, присілок     | 1                      | 0                      |
| Морози, присілок      | 7                      | 0                      |
| Руські Шої, село      | 601                    | 542                    |
| Саламатнур, присілок  | 125                    | 109                    |
| Чорний Ключ, присілок | 0                      | -                      |
| Шишкінер, присілок    | 18                     | 4                      |
| Шойдум, присілок      | 149                    | 127                    |